# Detlef Klahr
Detlef Klahr (* 13. September 1957 in Bergen, Landkreis Celle) war von August 2007 bis August 2023 Landessuperintendent für den Sprengel Ostfriesland-Ems der Evangelisch-lutherischen Landeskirche Hannovers, seit 2020 mit der Amtsbezeichnung Regionalbischof.

## Leben und Wirken
Detlef Klahr machte nach Schule und Handelslehranstalt eine Ausbildung bei der Deutschen Bundespost. Danach studierte er von 1978 bis 1983 evangelische Theologie an der Theologischen Akademie Celle-Hermannsburg und war im Anschluss Vikar in Wietzendorf.
Von 1986 bis 1990 war Klahr Gemeindepastor in Uelzen. Von 1990 bis 1997 arbeitete er als wissenschaftlicher Assistent im Fach Kirchengeschichte an der Augustana-Hochschule in Neuendettelsau und wurde dort 1996 mit einer Arbeit über C. J. Philipp Spitta und die Erweckungsbewegung in Niedersachsen promoviert.
1997 kehrte er in seine Heimatlandeskirche Hannover zurück und wurde Gemeindepastor der St.-Marien-Kirche in Isernhagen. Von 2002 bis 2007 leitete er als Superintendent den Kirchenkreis Burgdorf, bevor er zum 1. August 2007 vom Kirchensenat der Evangelisch-lutherischen Landeskirche Hannovers zum Landessuperintendenten, seit 2020 Regionalbischof, des zu diesem Zeitpunkt neu strukturierten Sprengels Ostfriesland-Ems mit Sitz in Emden ernannt wurde. Er wurde Nachfolger von Oda-Gebbine Holze-Stäblein, die in den Ruhestand ging. Am 27. August 2023 wurde Detlef Klahr in den Ruhestand verabschiedet.

## Sonstige Funktionen (Auswahl)
- 2002 bis 2023: Vorsitzender Prüfer der Prüfungskommission des 2. Theologischen Examens (Pro Ministerio) der Ev.-Luth. Landeskirche Hannovers
- 2003 bis 2023: Mitglied im Seelsorgerausschuss der Vereinigten Evangelisch-Lutherischen Kirche Deutschlands (VELKD)
- Seit 2003: Mitglied im Vorstand des Sozialwissenschaftlichen Instituts der Evangelischen Kirche in Deutschland (EKD)
- Seit 2005: Konventuale des Klosters Amelungsborn
- 2007 bis 2023: Geborenes Mitglied im Bischofsrat der Ev.-Luth. Landeskirche Hannovers
- Seit 2007: Direktor der Von Wangelin’sche  Witwenstiftung
- Seit 2007: Vorsitzender der Ostfriesischen Bibelgesellschaft
- Seit 2007: Ehrenritter des Johanniterordens
- 2008 bis 2023: Mitglied der Landesjugendkammer
- 2009 bis 2023: Stellvertretender Vorsitzender des Gottesdienstausschusses der VELKD
- Seit 2009: Mitglied der EKD-Synode
- Seit 2010: Mitglied des Kuratoriums der Hanns-Lilje-Stiftung
- Seit 2010: Mitglied im Deutschen Nationalkomitee des Lutherischen Weltbundes
- 2008–2012: Visitator (Geistliche Aufsicht) des Lutherstift Falkenburg

## Werke (Auswahl)
- Carl Johann Philipp Spitta (1801–1859): Theologe und Dichter der Erweckung, Göttingen 1999, 2. Aufl. 2009.
- Kirchengeschichtliches Repetitorium, in Zusammenarbeit mit Wolfgang Sommer und Marcel Nieden, Stuttgart 20064.